# Zuidstation (metrostation)
Zuidstation (Frans: Gare du Midi) is een station van de Brusselse metro en premetro gelegen in de gemeente Sint-Gillis. Het station is verbonden met het treinstation Brussel-Zuid.

## Geschiedenis
Het metrostation Zuidstation werd ingehuldigd op 2 oktober 1988 ter opening van metrolijn 2 tussen Zuidstation en Simonis. Sinds 3 december 1993 wordt het metrostation ook bediend door de trams komende van de Noord-Zuidas (deel Noordstation - Lemonnier). Voor de opening van het station had de tram enkel een bovengrondse halte ter hoogte van de tunnelingang in de Overdekte straat. Deze halte gebouwd in 1957 wordt vandaag nog steeds gebruikt door tramlijnen 51, 81 en 82.
In maart 2011 startte de bouw van een nieuwe toegang tot de metroperrons van het Zuidstation langs de kant van de Fonsnylaan. Die ingreep, ter waarde van 2,4 miljoen euro, vergemakkelijkt de overstap tussen de metro en de tramhalte aan de Overdekte Straat.

## Situering
In het station zelf liggen de tram- en metrosporen in beide reisrichtingen liggen boven elkaar, verspreid over niveau -2 en -3. Zo is er op elk niveau directe overstap mogelijk tussen tram en metro via het middenperron. Tussen het (pre)metrostation en de bovengrondse tramhalte is, tot ergernis van veel reizigers, geen rechtstreekse verbinding aanwezig.
Op niveau -2 bevindt zich een witte wand dat de toegang naar een ongebruikte tramstation op niveau -1 verbergt. Oorspronkelijk voorzien moest een tunnel gelegen in de Fonsnylaan toegang verlenen naar dit tramstation samengesteld uit drie sporen. Naast dat stationsdeel bevindt zich nog een oude wegtunnel.
In de overdekte straat is verder ook de eindhalte te vinden van de MIVB-buslijnen. De bussen van De Lijn stoppen iets verderop, bij het Baraplein. De TEC-bussen stoppen aan de andere kant van het station, bij de uitgang van de Overdekte straat.

## Kunst
In 1988 heeft Brussels architect en beeldhouwer Jacques Moeschal plafondschilderingen aangebracht in de stationshallen. Opdat de reizigers zich zouden kunnen oriënteren, heeft hij de plafonds geel, rood of oranje geschilderd, naargelang de verdieping. De kleuren benadrukken de structuur van de plafonds.

## Afbeeldingen

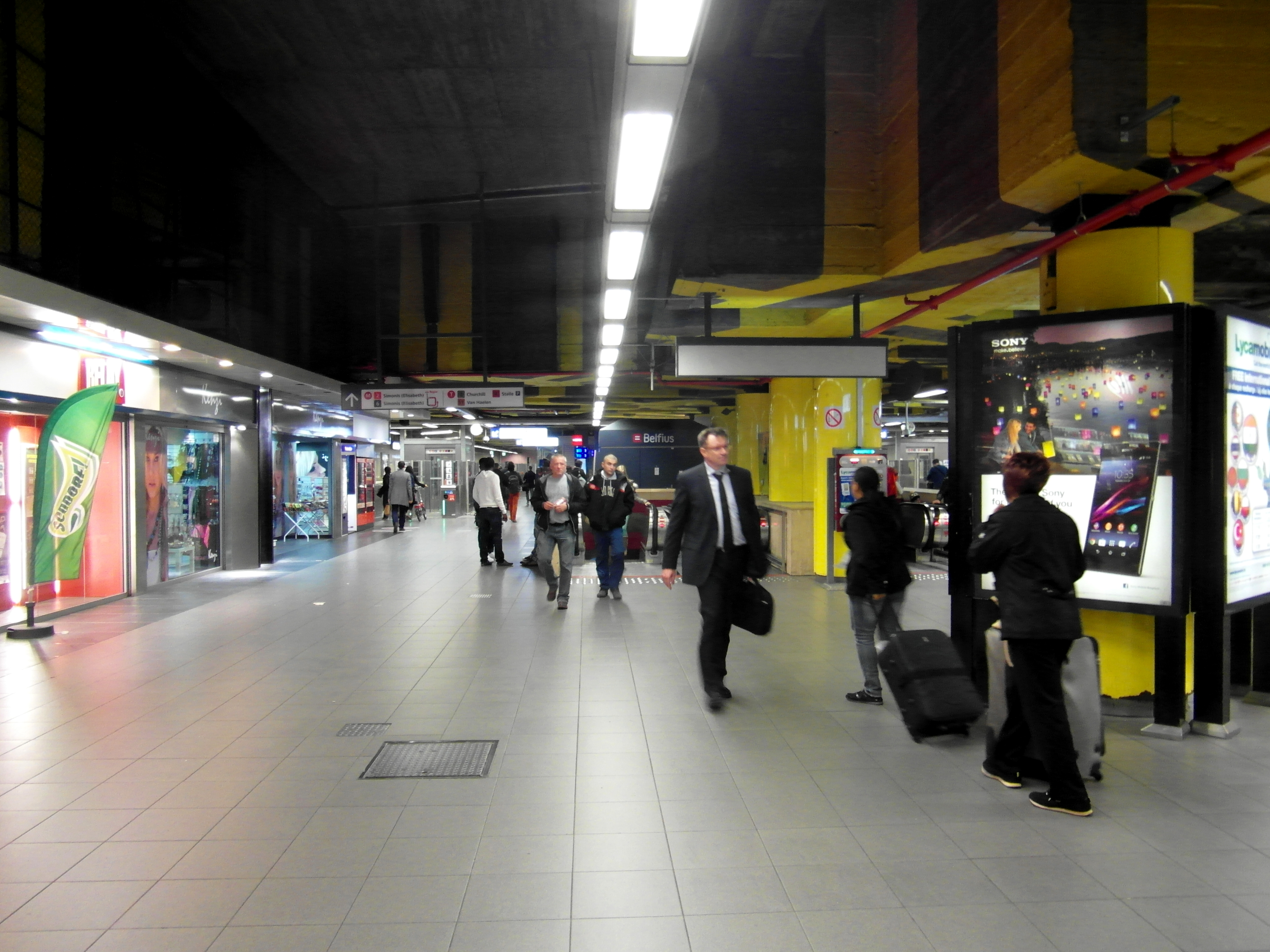
Lokettenzaal op niveau -1.
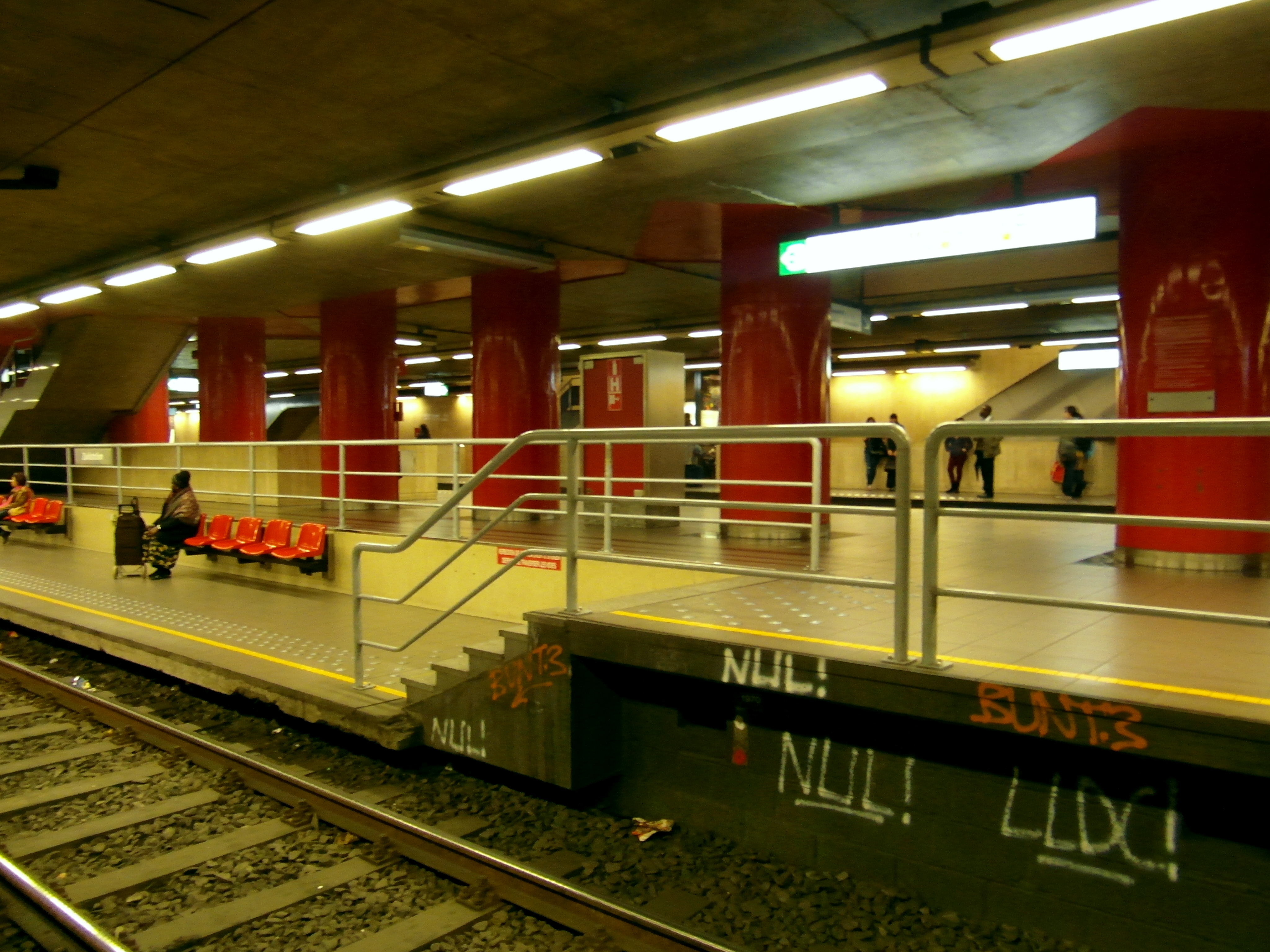
Middenperron met overstap tussen tram en metro.
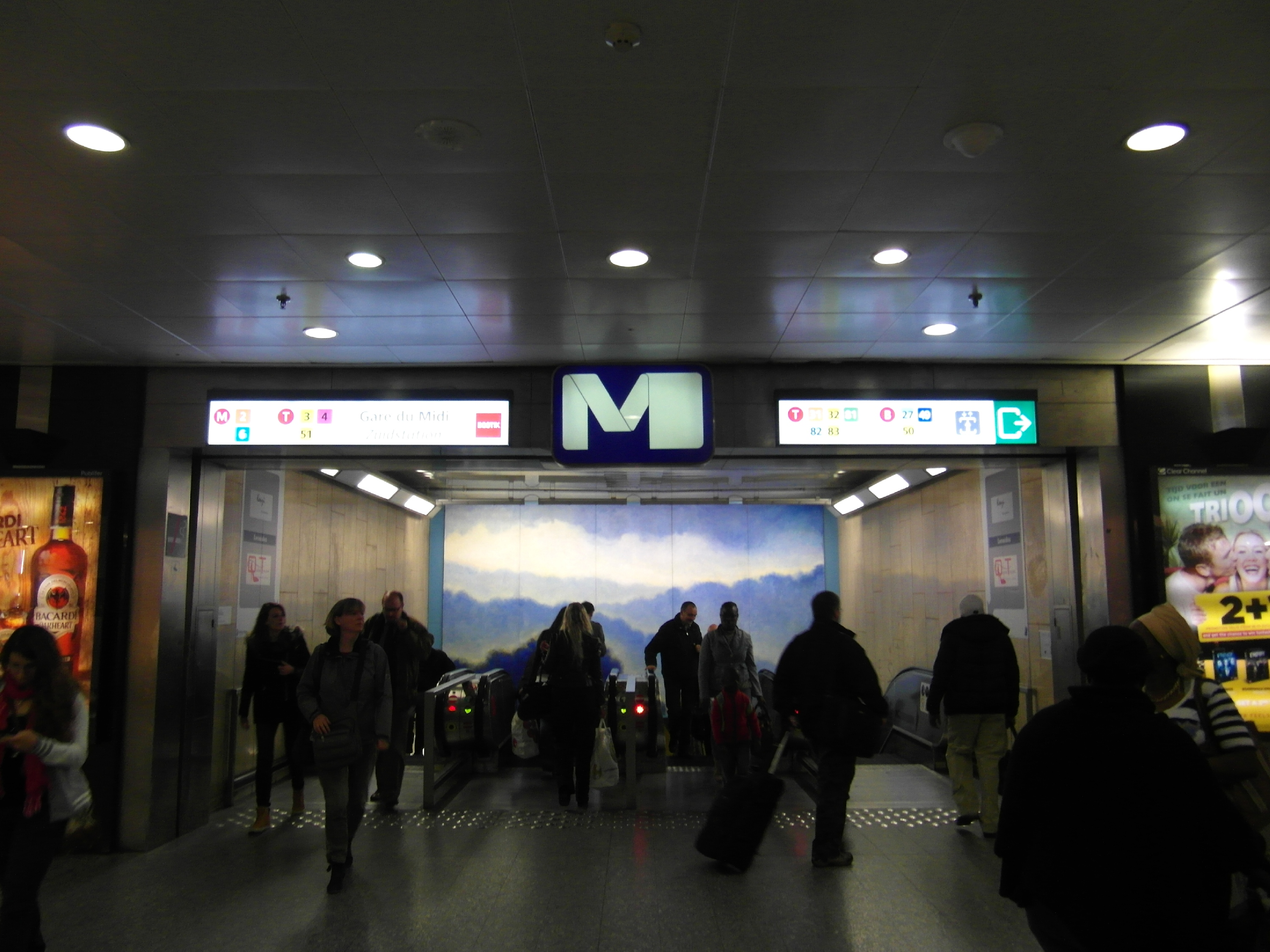
Ingang van het metrostation gelegen in het treinstation van Brussel-Zuid.
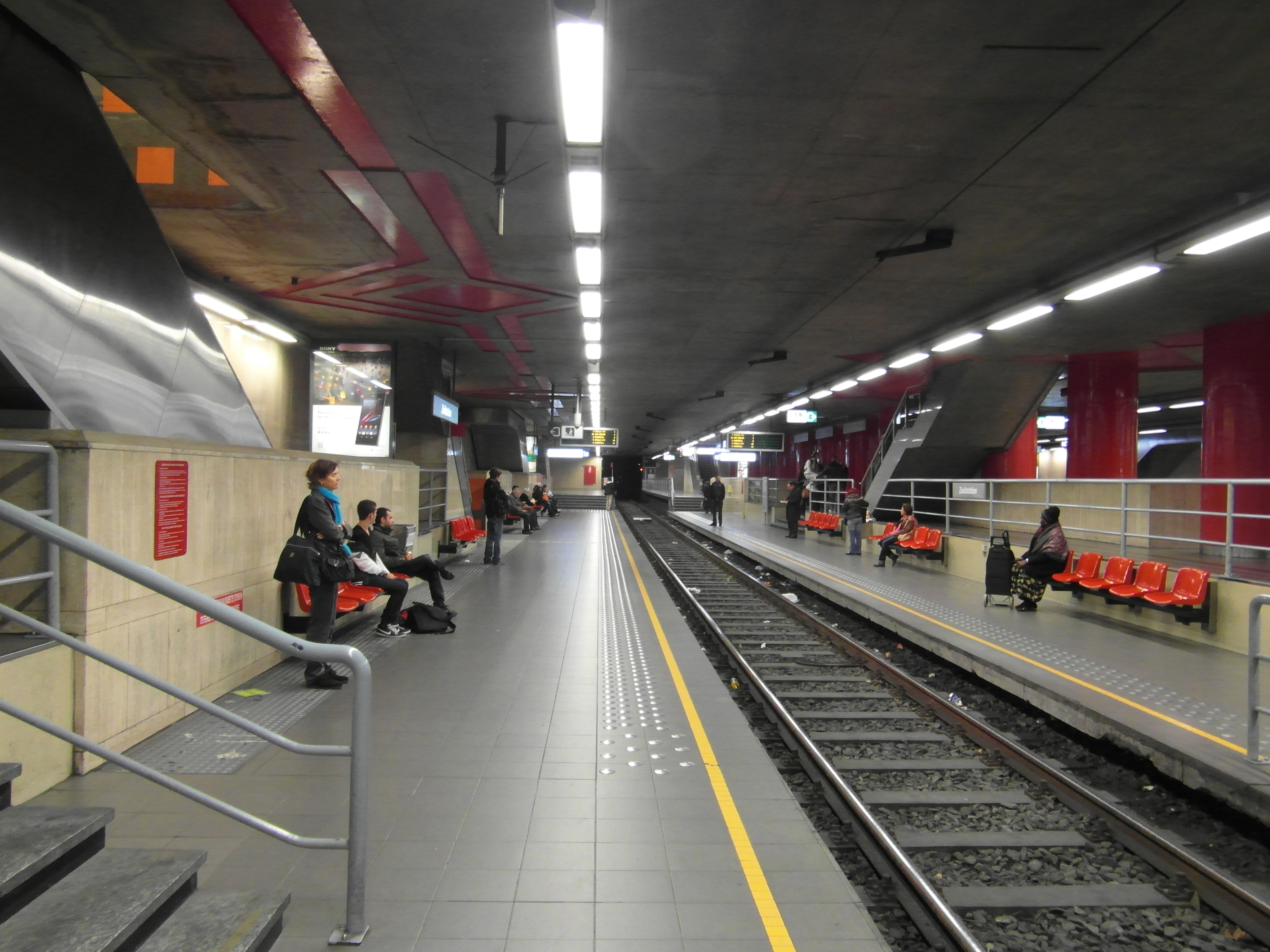
Premetrogedeelte.

Stations: Noordstation · Rogier · De Brouckère · Beurs - Grote Markt · Anneessens-Fontainas · Lemonnier · Zuidstation · Hallepoort · Sint-Gillisvoorplein · Horta · Albert

Projecten: Toots Thielemans 

Lijnen:         
Elisabeth · 
Ribaucourt · 
(Sainctelette) · 
IJzer · 
Rogier · 
Kruidtuin · 
Madou · 
Kunst-Wet · 
Troon · 
Naamsepoort · 
Louiza · 
Munthof · 
Hallepoort · 
Zuidstation · 
Clemenceau · 
Delacroix · 
Weststation ·
Beekkant · 
Ossegem · 
Simonis
Albert · 
Horta · 
Sint-Gillisvoorplein ·
Hallepoort ·
Zuidstation ·
Toots Thielemans ·
Anneessens-Fontainas ·
Beurs - Grote Markt ·
De Brouckère ·
Rogier ·
Noordstation ·
Liedts ·
Colignon ·
Verboekhoven ·
Riga ·
Linde ·
Vrede ·
Bordet Station
Elisabeth · 
Ribaucourt · 
(Sainctelette) · 
IJzer · 
Rogier · 
Kruidtuin · 
Madou · 
Kunst-Wet · 
Troon · 
Naamsepoort · 
Louiza · 
Munthof · 
Hallepoort · 
Zuidstation · 
Clemenceau · 
Delacroix · 
Weststation ·
Beekkant · 
Ossegem · 
Simonis ·
Belgica · 
Pannenhuis · 
Bockstael · 
Stuyvenbergh · 
Houba-Brugmann · 
Heizel · 
Koning Boudewijn
Noordstation · 
Rogier · 
De Brouckère · 
Beurs - Grote Markt · 
Anneessens-Fontainas · 
Lemonnier · 
Zuidstation · 
Hallepoort · 
Sint-Gillisvoorplein · 
Horta · 
Albert · 
Berkendaal · 
Vanderkindere · 
Messidor · 
Boetendael · 
Helden · 
Globe · 
Wagen · 
Egide Van Ophem · 
Kruispunt Stalle · 
Stalle (P)